# Красно-Градиште
Красно-Градиште (болг. Красно градище) — село в Болгарии. Находится в Великотырновской области, входит в общину Сухиндол. Население составляет 90 человек (2022).

## Политическая ситуация
Красно-Градиште подчиняется непосредственно общине и не имеет своего кмета.
Кмет (мэр) общины Сухиндол — Пламен Димитров Чернев (Болгарская социалистическая партия (БСП)) по результатам выборов в правление общины.